# Zigeunerlager Preetzer Straße
Das „Zigeunerlager“ Preetzer Straße in Kiel war ein 1936 errichtetes Zwangslager für Sinti und Roma, das durch Räumung anderer Wohnplätze entstand. Bis zur Maideportation 1940 lebten hier 24 Sinti.
Wenige Überlebende kehrten nach 1945 an diesen Ort zurück.